# Paracymoriza bleszynskialis
Paracymoriza bleszynskialis is een vlinder uit de familie van de grasmotten (Crambidae), uit de onderfamilie van de Acentropinae. De wetenschappelijke naam van deze soort is voor het eerst gepubliceerd in 1981 door Rolf-Ulrich Roesler en Wolfgang Speidel.
De soort komt voor in China (Sichuan).